# Le Plessis-Gassot
Le Plessis-Gassot är en kommun i departementet Val-d'Oise i regionen Île-de-France i norra Frankrike. Kommunen ligger i kantonen Écouen som tillhör arrondissementet Sarcelles. År 2022 hade Le Plessis-Gassot 97 invånare.

## Befolkningsutveckling
Antalet invånare i kommunen Le Plessis-Gassot
| Referens: INSEE |